# Націна Весь
}}

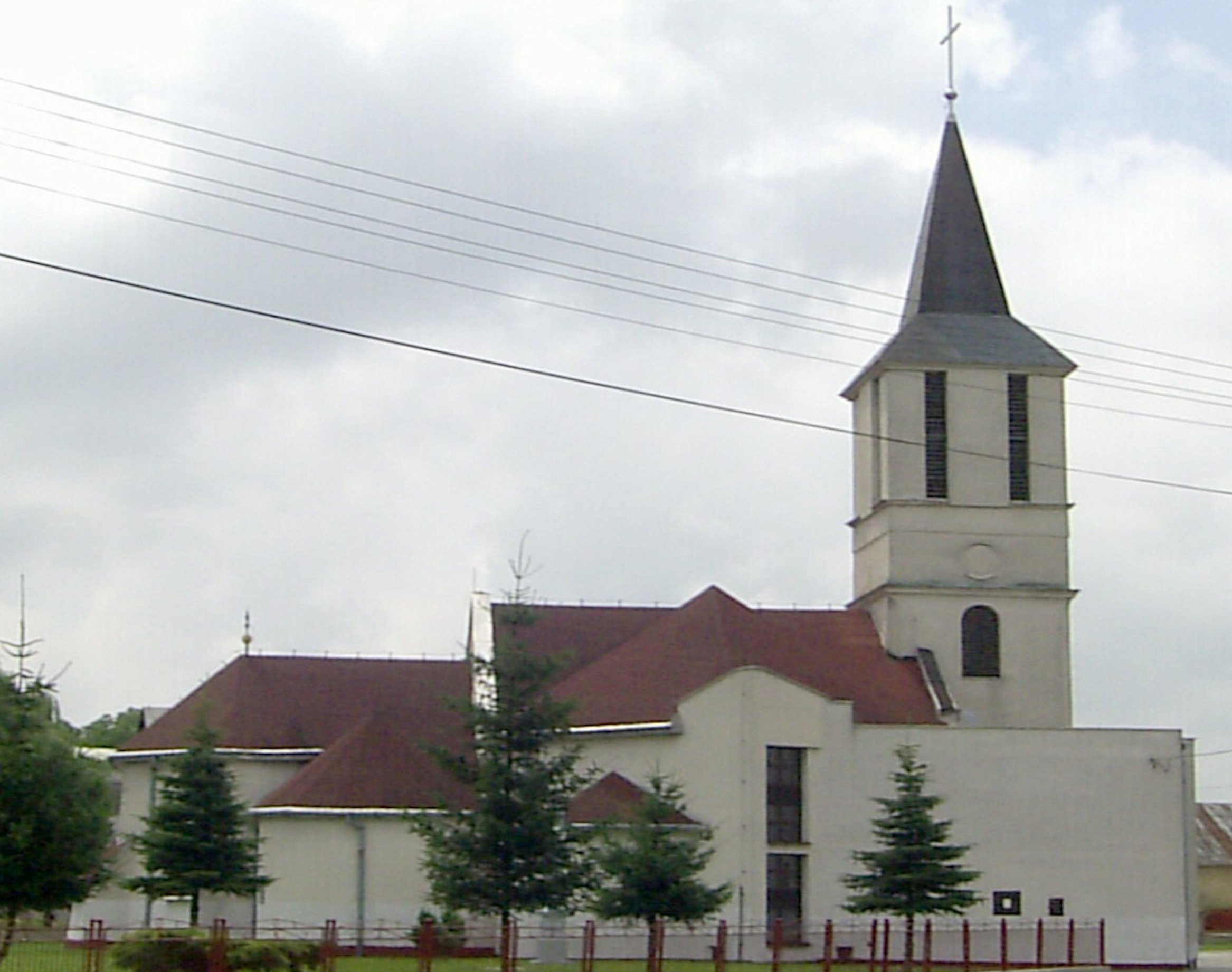

Націна Весь або Нацина Весь (словац. Nacina Ves) — село, громада в окрузі Михайлівці, Кошицький край, Словаччина. Село розташоване на висоті 125 м над рівнем моря. Населення — 1750 чол. Вперше згадується в 1254 році.

## Населення
| Рік:            | 1994. | 2004.   | 2014.   | 2024.   |
| --------------- | ----- | ------- | ------- | ------- |
| Кількість осіб: | 1649  | 1736    | 1776    | 1841    |
| Різниця:        |       | +5,27 % | +2,30 % | +3,65 % |

| Рік:            | 2023. | 2024.   |
| --------------- | ----- | ------- |
| Кількість осіб: | 1834  | 1841    |
| Різниця:        |       | +0,38 % |

## Пам'ятки
У селі є римо-католицький костел Всіх святих з 14 століття та греко-католицька церква святих Кирила і Мефодія з 1993 року. У місцевій частині Вибуханець (словац. Vybuchanec) є храм з початку 20 століття, який використовують римо-католицька та греко-католицька громади.

## Географія
Протікає річка Петровайка.